# Hugo Törmer
Hugo Gustav Törmer, Familienname auch in der Schreibweise Thörmer (* 24. Juni 1846 in Dresden; † 19. Dezember 1902 in Loschwitz bei Dresden), war ein deutscher Historien- und Genremaler.

## Leben
Hugo Törmer war ein Neffe des Malers Benno Friedrich Törmer. Er besuchte von 1867 bis 1871 und von 1878 bis 1880 die Kunstakademie Dresden. Zuletzt war er Schüler von Leon Pohle und Heinrich Lichtenberger. Er betätigte sich als Altar- und Kirchenmaler und wurde Mitglied des Kunstvereins München. Seit 1872 lebte er in Loschwitz, wo er im Alter von 56 Jahren starb.